# 33. rozdanie nagród Złotych Malin

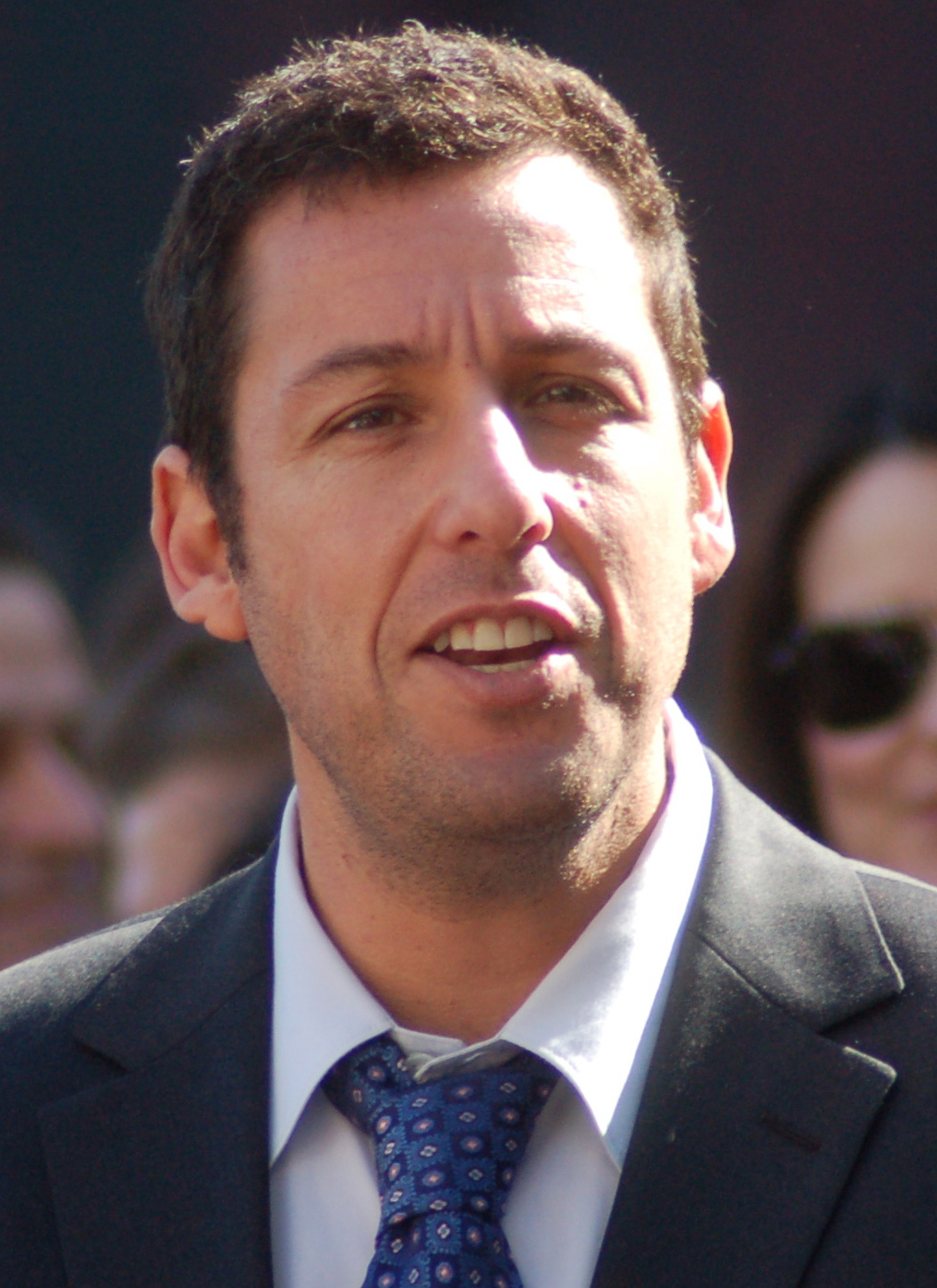
Adam Sandler, zwycięzca Złotych Malin w kategorii „Najgorszy aktor".

33. rozdanie nagród Złotych Malin za rok 2012, odbyło się 23 lutego 2013 roku w teatrze Magicopolis w Santa Monica. 
Najwięcej nominacji, jedenaście, otrzymał film Saga „Zmierzch”: Przed świtem – część 2 w reżyserii Billa Condona. W ośmiu kategoriach nominowano film Spadaj, tato Seana Andersa i Johna Morrisa.

## Laureaci i nominowani
Laureaci nagród wyróżnieni są wytłuszczeniem

### Najgorszy film
- Saga „Zmierzch”: Przed świtem – część 2
  - Battleship: Bitwa o Ziemię
  - The Oogieloves in the Big Balloon Adventure
  - Spadaj, tato
  - Tysiąc słów

### Najgorszy aktor
- Adam Sandler – Spadaj, tato
  - Nicolas Cage – Ghost Rider 2 i Bóg zemsty
  - Eddie Murphy – Tysiąc słów
  - Robert Pattinson – Saga „Zmierzch”: Przed świtem – część 2
  - Tyler Perry – Alex Cross i Dobre uczynki

### Najgorsza aktorka
- Kristen Stewart – Królewna Śnieżka i Łowca i Saga „Zmierzch”: Przed świtem – część 2
  - Katherine Heigl – Jak upolować faceta
  - Milla Jovovich – Resident Evil: Retrybucja
  - Tyler Perry – Ciotka kontra mafia
  - Barbra Streisand – Mama i ja

### Najgorszy aktor drugoplanowy
- Taylor Lautner – Saga „Zmierzch”: Przed świtem – część 2
  - David Hasselhoff – Pirania 3DD
  - Liam Neeson – Battleship: Bitwa o Ziemię i Gniew tytanów
  - Nick Swardson – Spadaj, tato
  - Vanilla Ice – Spadaj, tato

### Najgorsza aktorka drugoplanowa
- Rihanna – Battleship: Bitwa o Ziemię
  - Jessica Biel – Trener bardzo osobisty i Pamięć absolutna
  - Brooklyn Decker – Battleship: Bitwa o Ziemię i Jak urodzić i nie zwariować
  - Ashley Greene – Saga „Zmierzch”: Przed świtem – część 2
  - Jennifer Lopez – Jak urodzić i nie zwariować

### Najgorsza ekranowa para
- Mackenzie Foy i Taylor Lautner – Saga „Zmierzch”: Przed świtem – część 2
  - dowolne dwie osoby z Ekipy z New Jersey – Głupi, głupszy, najgłupszy
  - Robert Pattinson i Kristen Stewart – Saga „Zmierzch”: Przed świtem – część 2
  - Tyler Perry i jego przebranie – Ciotka kontra mafia
  - Adam Sandler i Leighton Meester, Andy Samberg lub Susan Sarandon – Spadaj, tato

### Najgorszy prequel, remake, „zrzynka” lub sequel
- Saga „Zmierzch”: Przed świtem – część 2
  - Ghost Rider 2
  - Ciotka kontra mafia
  - Pirania 3DD
  - Czerwony świt

### Najgorszy reżyser
- Bill Condon – Saga „Zmierzch”: Przed świtem – część 2
  - Sean Anders – Spadaj, tato
  - Peter Berg – Battleship: Bitwa o Ziemię
  - Tyler Perry – Dobre uczynki i Ciotka kontra mafia
  - John Putch – Atlas Shrugged: Part II

### Najgorszy scenariusz
- Spadaj, tato
  - Atlas Shrugged: Part II
  - Battleship: Bitwa o Ziemię
  - Tysiąc słów
  - Saga „Zmierzch”: Przed świtem – część 2

### Najgorsza obsada
- Saga „Zmierzch”: Przed świtem – część 2
  - Battleship: Bitwa o Ziemię
  - Ciotka kontra mafia
  - The Oogieloves in the Big Balloon Adventure
  - Spadaj, tato

## Lista nominacji powyżej 2
- Saga „Zmierzch”: Przed świtem – część 2 – 11
- Spadaj, tato – 8
- Battleship: Bitwa o Ziemię – 7
- Ciotka kontra mafia – 5
- Tysiąc słów – 3

## Lista nagród powyżej 2
- Saga „Zmierzch”: Przed świtem – część 2: 7 nagród